# (33135) Davidrisoldi
1998 DX (asteroide 33135) é um asteroide da cintura principal. Possui uma excentricidade de 0.12891690 e uma inclinação de 7.33622º.
Este asteroide foi descoberto no dia 19 de fevereiro de 1998 por Stroncone em Stroncone.